# جائزة فرنسا الكبرى 1983
جائزة فرنسا الكبرى 1983 هو سباق فورمولا 1 أقيم بتاريخ 17 أبريل 1983. كان الثالث من أصل 15 في بطولة العالم لسباقات الفورمولا واحد موسم 1983. حلّ الفرنسي ألن بروست أولا بينما جاء البرازيلي نيلسون بيكيه في المركز الثاني وحصل على المركز الثالث الأمريكي إدي شيفر.